# Afanasij Pavlant'evič Beloborodov
Afanasij Pavlant'evič Beloborodov (Akinino-Baklaši, 31 gennaio 1903 – Mosca, 1º settembre 1990) è stato un generale sovietico durante la Seconda guerra mondiale, decorato due volte con il titolo di Eroe dell'Unione Sovietica. Dal 1963 al 1968 comandò il Distretto militare di Mosca.

## Biografia
Beloborodov combatté come partigiano durante la Guerra civile russa venendo inquadrato nel 9º reggimento di Irkutsk nel 1920. Dopo aver lasciato l'esercito per un periodo, rientrò nell'Armata Rossa nel 1923. Nel 1926 si laureò alla Scuola di fanteria di Nižnij Novgorod e fu nominato comandante di un reggimento di fucilieri. Completò il suo addestramento militare e politico nel 1929, quando fu nominato commissario politico della compagnia fucilieri. Dopo che un comandante morì in un conflitto a fuoco nel 1929, il comando della compagnia ricadde su Beloborodov. Da quel momento guidò con successo la compagnia in diverse battaglie. Nel 1936 si laureò all'Accademia militare "Frunze", dopodiché fu nominato assistente capo e infine capo dello staff delle operazioni delle divisioni di fanteria dell'Estremo Oriente. Divenne capo dello staff delle operazioni del 31º corpo fucilieri nel marzo del 1939. Nel giugno dello stesso anno fu nominato capo dello staff del 43º corpo fucilieri. Per i primi sei mesi del 1941 fu capo del dipartimento di addestramento militare del Fronte del Lontano Est.
Nel luglio del 1941 fu nominato comandante della 78ª divisione fucilieri. Nell'ottobre dello stesso anno giunse sul fronte occidentale. L'azione della divisione durante la Battaglia di Mosca ebbe riconoscimento nel novembre del 1941 e la divisione fu rinominata in 9ª divisione fucilieri della guardia. Beloborodov fu di conseguenza promosso al rango di Maggior generale. Nella successiva primavera ed estate la 9ª divisione fucilieri della guardia, sotto il suo comando, condusse con successo operazioni di combattimento del fronte sud-occidentale sul fiume Severskij Donec. In seguito Beloborodov fu posto al comando della 5ª divisione fucilieri della guardia. Quest'unità distrusse le difese tedesche nella città di Velikie Luki durante le operazioni nel fronte di Kalinin. Nell'agosto del 1943 fu nominato comandante della 2ª divisione fucilieri della guardia. Sotto il suo comando le truppe ingaggiarono combattimenti coronati da successo vicino a Smolensk.